# Lycianthes pyrifolia
Lycianthes pyrifolia är en potatisväxtart som beskrevs av Henry Hurd Rusby. Lycianthes pyrifolia ingår i Himmelsögonsläktet som ingår i familjen potatisväxter. Inga underarter finns listade i Catalogue of Life.